# Paralytisk skaldjursförgiftning
Paralytisk skaldjursförgiftning (PSP – Paralytic shellfish poisoning) är en typ av skaldjursförgiftning som utgör ett allvarligt medicinskt tillstånd.
Symptomen härstammar från skaldjur som intar stora mängder av ett särskilt toxin, saxitoxin, som kan ge paralytisk skaldjursförgiftning. Saxitoxin är alltså orsaken till att man blir förgiftad och den kan ge upphov till väldigt allvarliga symptom. Saxitoxin produceras av mikroskopiska alger, dinoflagellater, kiselalger och cyanobakterier.
Symptomen kan komma redan 30 minuter efter man förtärt toxininnehållande musslor, och första tecken brukar då vara kräkningar, illamående, kramper och diarré. Även stickningar och domningar i hals, tunga och läppar kan förekomma. Detta kan följas av koordinationsstörningar, muskelsvaghet och andningssvårigheter. Oftast behöver inte de sjukdomsdrabbade behandlas då symptomen försvinner efter 1-4 dagar, men muskelsvagheten kan kvarstå i veckor. Får den drabbade i sig höga doser saxitoxin kan det leda till sänkt blodtryck, kärlkramp och till slut hjärtstillestånd.
Vid 1-10% av fallen kan paralytisk skaldjursförgiftning leda till döden och sannolikheten att dö av förgiftningen är större hos äldre människor och hos de med nedsatt immunförsvar.